# Oma
|  | Denne artikel er oprettet af botten Steenthbot ud fra en ekstern database. Den kan derfor have sproglige fejl eller mangler. Denne skabelon kan fjernes efter kontrol af indholdet. |

Oma er en dansk dokumentarfilm fra 1991 instrueret af Frank B. Winther.

## Handling
En væg, en stol, en gammel kone og et tilbagelagt liv fortalt i et billede.